# Dubbing in a Africa
A Dubbing in a Africa egy 1975-ös dub lemez Augustus Pablótól.

## Számok
1. Dubbing in a Africa
2. Nigerian Love Dub
3. Mount of Olives Dub
4. Dub in Ethiopia
5. I and I Dub
6. Everlasting Dub
7. Trench Town Dub
8. Universal Love
9. King of Kings Dub
10. Herbal Weed Dub

## Zenészek
- Basszusgitár : Robert "Robbie" Shakespeare
- Dob : Loweel "Sly" Dunbar
- Lead Gitár : Rad "Doughie" Bryan
- Ritmusgitár : Eric "Bingy Bunny" Lamont
- Zongora : Gladstone "Gladdy" Anderson
- Orgona, melodika : Augustus Pablo
- Ütősök : Sticky